# グラーデンバッハ
グラーデンバッハ (ドイツ語: Gladenbach, ドイツ語発音: [ˈglaːdn̩bax]) は、ドイツ連邦共和国ヘッセン州マールブルク＝ビーデンコプフ郡西部の市である。

## 地理

### 位置
グラーデンバッハ市は地域区分ヴェスターヴァルトの東の支脈沿いに位置する。この支脈は、その中央に位置する本市にちなんでグラーデンバッハ山地と呼ばれている。本市はラーン＝ディル＝ベルクラント自然公園内に位置する。
現在の市域は、歴史上のアムト・ブランケンシュタインの「ウンターゲリヒト」地域と一致する。「ウンターゲリヒト」は、旧ビーデンコプフ郡の東南東部分を含み、「ヘッセンのヒンターラント」の名でも知られている。
市の南部地区であるヴァイデンハウゼン、エルトハウゼン、グラーデンバッハ、モルンスハウゼンの各市区を、バート・エントバッハ町内で湧出したザルツベーデ川が西から流れ下り、さらに東のローラ、フロンハウゼンを抜けてロラー市内のオーデンハウゼン近郊でラーン川に合流する。
北部に位置するルンツハウゼン、ベルンハウゼン、ジンカースハウゼン、フローンハウゼン、フリーベルツハウゼン地区を、やはり西から東にアルナ川が流れている。この川はさらに東のヴァイマル (ラーン)を通ってザルツベーデ川河口より上流でラーン川に合流する。ヴァイタースハウゼン地区は、アルナ川の支流であるオーエ川沿いに位置する。
ザルツベーデ川とアルナ川、およびその流域に含まれる小さな支流は、尾根によって互いに隔てられている。

### 地域区分
市域は、その全域が地域区分上グラーデンバッハ山地に位置する。
中核市区を含め、ザルツベーデ川流域の地区はすべて地域区分ザルツベーデタール（ザルツベーデ谷）に属す。ただし、ラーヒェルスハウゼンはすでにボッテンホルン高地への移行部にあたる。
これに対して、アルナ川沿いの北部地区はすべて地域区分ダムスホイザー・クッペンに含まれる。またアルナ川下流およびその流域にあたるフリーバーツハウゼンやリューヒェンバッハをはじめとする東部全域は、エルンハウゼン＝ミヒェルバッハ盆地に属す。
市域の南部は、ツォルブーヒェの連山に及ぶ。この地域では、グラーデンバッハの町域の高度は、海抜 459 m を超える。最高地点は、ボッテンホルン高地の東端にあたるダウプハウスの 552 m である。

### 隣接する市町村
グラーデンバッハ市は、北はダウトフェタール、北東はマールブルク、東はヴァイマル (ラーン)、南東はローラ（以上いずれもマールブルク＝ビーデンコプフ郡）、南西はビショッフェン（ラーン＝ディル郡）、西はバート・エントバッハ（マールブルク＝ビーデンコプフ郡）と境を接する。
グラーデンバッハとマールブルク、ヴァイマル及びローラを繋ぐ主要な交通として、連邦高速道路255線がある。

### 市の構成
グラーデンバッハ市は、以下の15地区からなる。
- グラーデンバッハ
- ケールンバッハ
- エルトハウゼン
- ヴァイデンハウゼン
- レーマースハウゼン
- ラーヒェルスハウゼン
- ルンツハウゼン
- ベルンハウゼン
- ジンカースハウゼン
- ディーデンスハウゼン
- ヴァイタースハウゼン
- フローンハウゼン
- フリーバーツハウゼン
- リューヒェンバッハ
- モルンスハウゼン

## 歴史

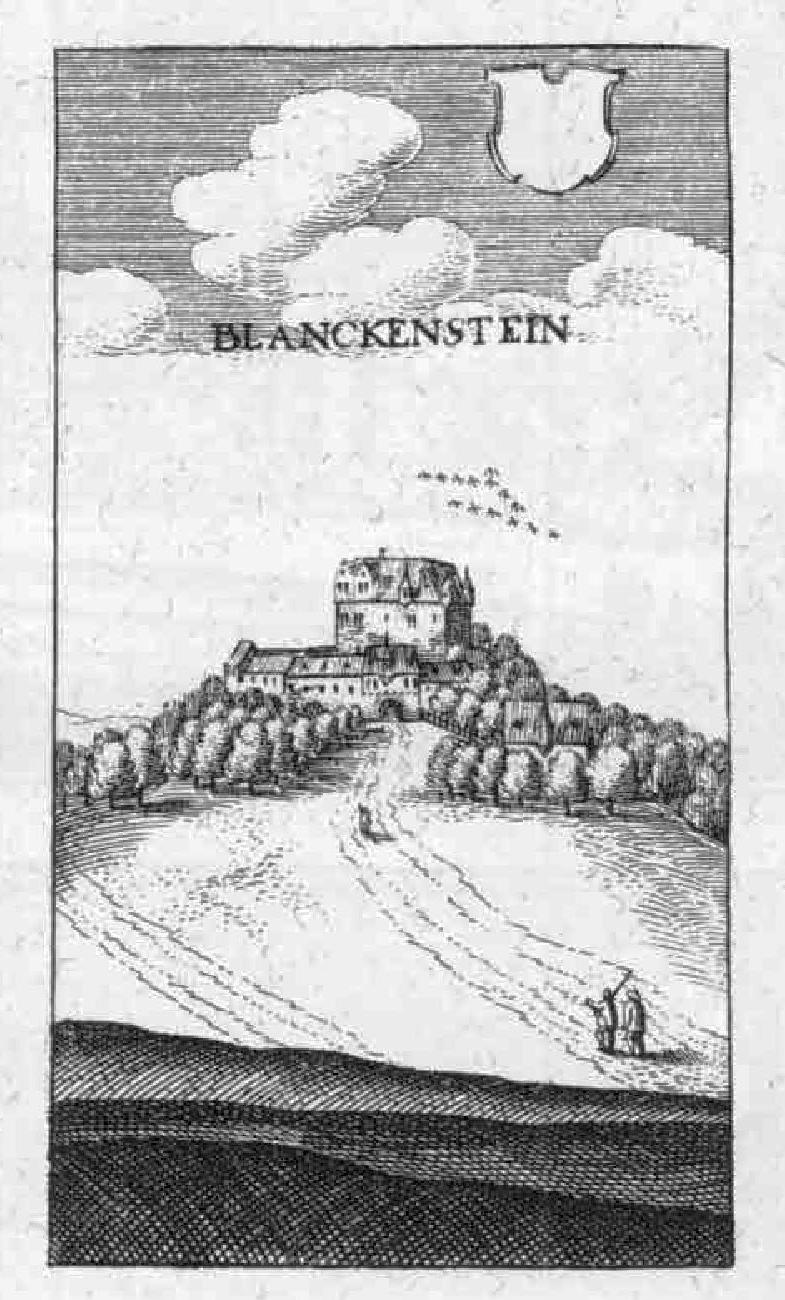
1655年に出版されたマテウス・メーリアンの銅版画に描かれたブランケンシュタイン城

グラーデンバッハは、1237年に裁判所の所在地として初めて文献に記録されている。それ以前、12世紀の後半頃にグラーデンバッハの騎士が、現在はその城趾だけが遺るブランケンシュタイン城を建設した。この城は、何度も破壊されては再建された。しかし、1647年には、とうとう城館は再建されず、役所だけが建設された。1775年から城壁跡は、石切場と化した。1937年にグラーデンバッハは都市権を得た。

### ズーバッハの郵便強盗
市内のモルンスハウゼンとエルトハウゼンとの間で、1822年にズーバッハの郵便強盗事件が起こった。経緯の詳細は裁判記録として遺されている。この記録は、フォルカー・シュレンドルフのテレビ映画 "Der plötzliche Reichtum der armen Leute von Kombach"（直訳すると「コムバッハの貧乏人たちの突然の富」）の元となった。

## 行政
2004年、合法的に届け出がなされたよそ者のネオナチによるパレードが 4 回行われ、警官の大規模な援護招集がなされた。このパレードは、大規模な反対デモを引き起こした。この反対デモは、学校長ジークフリート・ザイラーの呼びかけで、教会、社民党青年会、ドイツ労働組合連合および市民が共同して結成された市民連合により組織されたものであった。極右活動家の中心は、グラーデンバッハ、キルトルフ（フォーゲルスベルク）、マールブルクであった。約 30 人の極右主義者と多くのシンパを擁する最大の極右団体が Aktionsbündnis Mittelhessen（ABM、中部ヘッセン行動連盟）で、定期的に交流集会を開催していた。ABMは、ヘッセン内務省による取り締まりを避けるために、2004年末に自主的に解散した。活動家は、他のネオナチ・グループで活動を続けた。ABMは、ヘッセンで最も活動的で最大のネオナチ・グループであった（ヘッセン護憲報告書 2004）。

### 議会
グラーデンバッハ市議会は、37議席からなる。

### 紋章
本市の紋章は上下二分割。上部は青地で中央から姿を現す、赤白3本ずつの横縞に彩色され、金の冠を被ったヘッセンの獅子。下部は緑地に金色（黄色）の斜め十字。獅子はかつてヘッセン方伯領に属したことを象徴しており、斜め十字はそれ以前のメーレンベルク家の影響を表している。

### 姉妹都市
- モントゥー（フランス、ヴォクリューズ県）1987年
- ターバルツ（ドイツ、テューリンゲン州）1991年
- ニエムツァ（ポーランド、ドルヌィ・シロンスク県）1998年
- ロンデルゼール（ベルギー、フラームス＝ブラバント州）2010年

## 司法
グラーデンバッハは、司法上はビーデンコプフ区裁判所、マールブルク地方裁判所の管轄下にある。

## 文化と見所

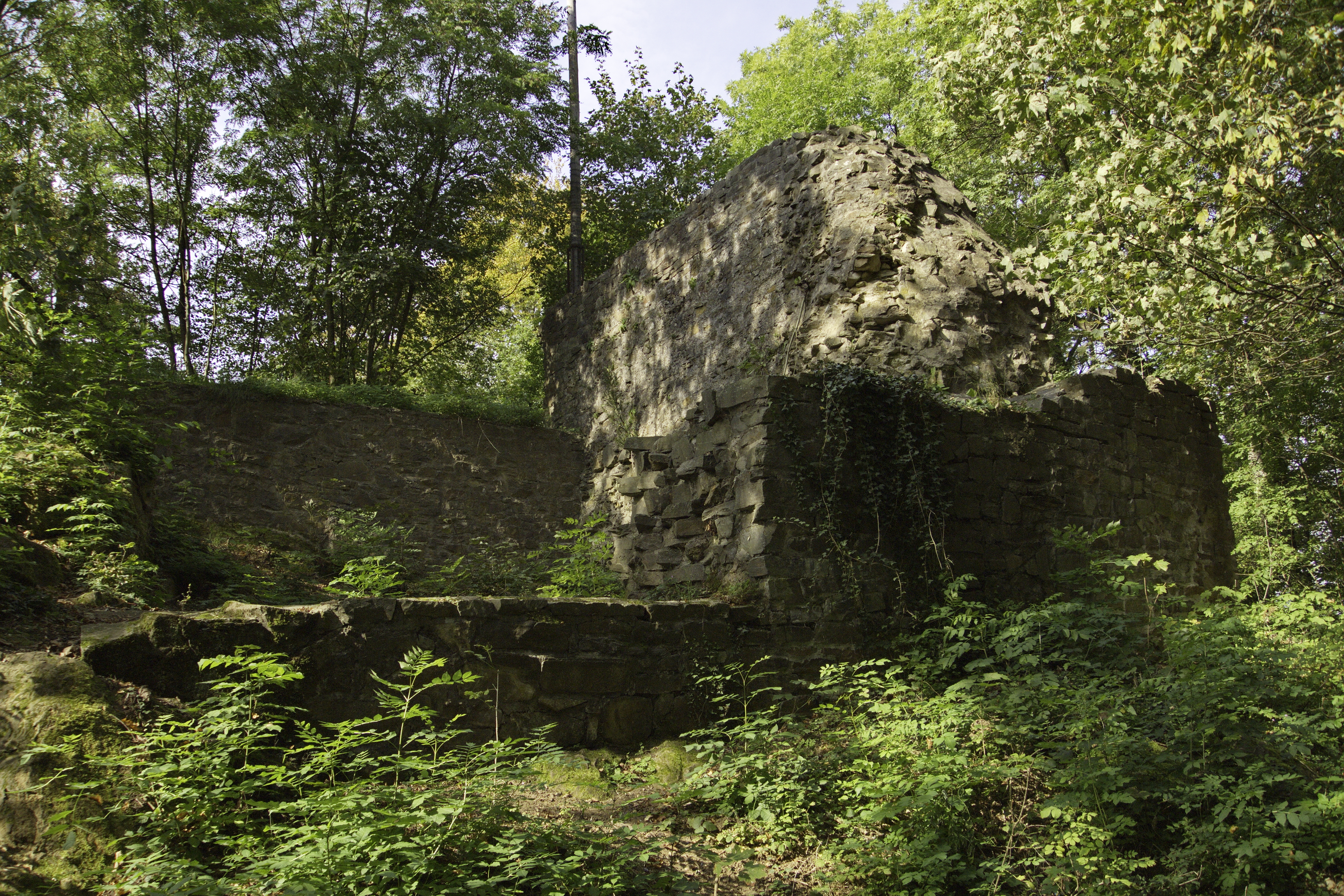
ブランケンシュタイン城趾

### 建造物
- プロテスタントの教区教会（旧聖マルティン教会）は、元々、短い五間の柱間の長堂と正方形の内陣からなるロマネスク様式の平屋根を戴いた列柱バシリカであった。
- ボルンラインの旧牧師館。1607年建造の堂々たる木組み建築である。
- グラーデンバッハの西の市境付近にブランケンシュタイン城趾がある。この古い山城は、おそらく12世紀に初めて建設された。
- ラーヒェルスハウゼン地区には、1617年建造の木組みの礼拝堂がある。この礼拝堂は、石の基礎の上にレームバウ様式（上階が下階よりも張り出した木組み建築様式）で建てられた3階建ての建築である。この礼拝堂の屋根には八角形の小塔が載っている。この礼拝堂は現在、プロテスタント教会によって教会堂として利用されている。
- エルトハウゼンには、山小屋と「コッペ塔」がある。

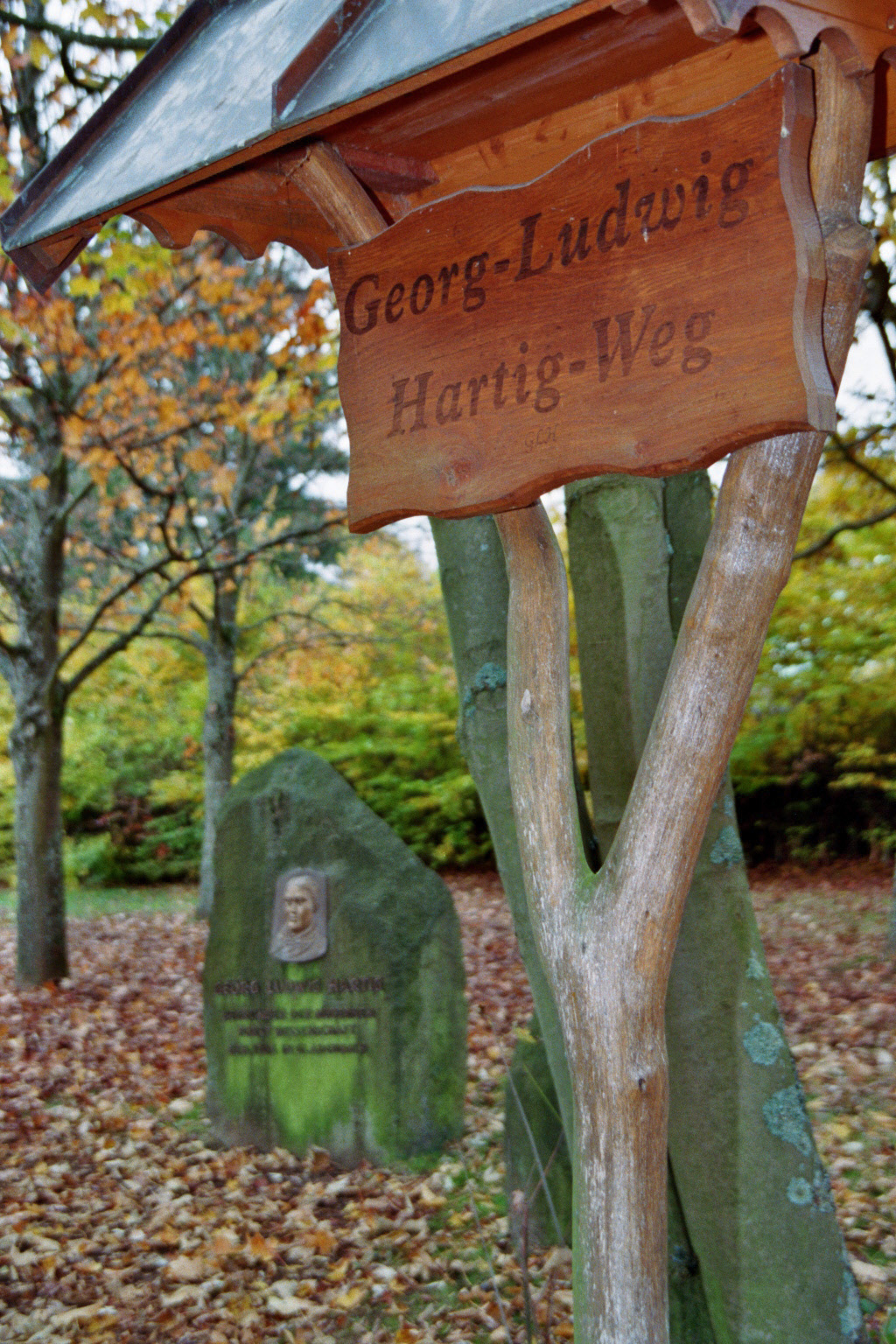
ゲオルク＝ルートヴィヒ＝ハルティヒ＝ヴェークと、ハルティヒの記念碑

### 公園
ゲオルク＝ルートヴィヒ＝ハルティヒ公園は、多くの芝生広場を持つ広い公園施設である。この公園は、グラーデンバッハ出身の林学者ゲオルク・ルートヴィヒ・ハルティヒを記念して造営された。公園内をゲオルク＝ルートヴィヒ＝ハルティヒ＝ヴェークという小径が通っており、その傍らにはハルティヒの記念碑もある。

### 年中行事
- グラーデンバッハのサクランボ市（7月の第1週末）
- グラーデンバッハのブルンネンマルクト（10月の第3日曜日）

## 人物

### 出身者
- ヘッセン方伯（オーバーヘッセン）ヴィルヘルム3世（1471年 - 1500年）ブランケンシュタイン城で生まれた
- アドリアン・ディール（1756年 - 1839年）医師、果実学者
- ゲオルク・ルートヴィヒ・ハルティヒ（1764年 - 1837年）林学者

### ゆかりの人物
- フォルカー・シュレンドルフ（1939年 - ）映画監督、ドラマ脚本家、映画プロデューサー。グラーデンバッハの町域内で起こった郵便強盗事件に基づきテレビ映画を制作した。

## 引用
1. ↑  Hessisches Statistisches Landesamt: Bevölkerung in Hessen am 31.12.2023 (Landkreise, kreisfreie Städte und Gemeinden, Einwohnerzahlen auf Grundlage des Zensus 2011)]
2. ↑  Max Mangold, ed (2005). Duden, Aussprachewörterbuch (6 ed.). Dudenverl. p. 365. ISBN 978-3-411-04066-7
3. ↑  Stadt Gladenbach （Stadtgeschichte のページ、2012年6月19日 閲覧）
4. ↑  2011年3月27日のグラーデンバッハ市議会議員選挙結果、ヘッセン州統計局（2012年6月20日 閲覧）